# Daniel N. Tobler
Daniel „Danny“ N. Tobler (* 31. Juli 1939 in Reinach BL; † 4. April 2011) war ein Schweizer Manager und Konzertveranstalter.

## Leben und Wirken
Tobler war hauptberuflich zuerst Hotelfachmann, wo er bis zum Vizedirektor eines Hotels aufstieg. Dann war er als Import-Exportmanager in Zug tätig, bevor er in die Chemiesparte wechselte. Im Beiersdorf-Konzern war er zunächst als Produktkoordinator im weltweiten Kosmetikmark tätig und entwickelte erstmals eine Kosmetiklinie für alternde Menschen. Er war dann Geschäftsleiter und Direktor der schweizerischen BDF Beiersdorf in Münchenstein. Als solcher wurde er als Ehrenmitglied des Schweizerischen Kosmetik- und Waschmittelverbandes gewürdigt.
Tobler, der auch als Amateurmusiker (Cello, Kontrabass) aktiv war, wurde vor allem aufgrund seiner Beiträge für die Jazzkultur in der Region Basel und der Schweiz bekannt: Von 1970 bis 1972 organisierte er die Pfingst-Jazz-Tage in Vitznau. 1972 begründete er das Amateur Jazz Rock Festival, das in fünf Regionen der Schweiz stattfand und von 1973 bis 1981 sein Finale in Augst fand. Auch weiterhin organisierte er viele Konzerte mit Schweizer Musikern (etwa die Basel Jazz All Star Reunion, die Jazzwoche Basel oder das Casino Festival Basel). Für seine Verdienste um das Schweizer Amateur-Jazzfestival Zürich, die Vereinigung Pro Augst mit Open-Air-Konzerten, die Basler-Jazz-Wochen und als 
Artistic-Consultant der AVO-Session Basel erhielt er 1999 die Goldene JAP-Note. Er war auch der erste Präsident der Jazzschule Basel und trug in dieser Funktion dazu bei, dass sich diese zum gleichberechtigten Teil der Musik-Akademie der Stadt Basel entwickeln konnte.
Auch trat er als Bassist hervor: Er spielte in Dixieland- und Swing-Bands (unter anderem den Svannah Junk Men) und war auch als Begleiter von Albert Nicholas 1970 an einer Schallplattenproduktion beteiligt. In den letzten Lebensjahren war er vor allem als Cellist in Kammermusik-Ensembles tätig.

## Lexikalische Einträge
- Bruno Spoerri (Hrsg.): Biografisches Lexikon des Schweizer Jazz. CD-Beilage zu: Bruno Spoerri (Hrsg.): Jazz in der Schweiz. Geschichte und Geschichten. Chronos-Verlag, Zürich 2005, ISBN 3-0340-0739-6.